# Arcipelago di Cartolle
L'arcipelago di Cartolle (in montenegrino Krtoljski arhipelag/Кртољски архипелаг) è un gruppo di tre isole situate in un'ansa delle Bocche di Cattaro, in Montenegro.

## Geografia
L'arcipelago di Cartolle si trova nella baia di Teodo, a sud dell'omonimo porto. Le tre isole che lo compongono sono allineate parallele alla sponda meridionale della baia, dove si trova il villaggio di Cartolle (Krtoli), e dividono la parte sud-orientale della baia in due insenature: valle Cartolle o baia di Kartoli (uvala Krtole) e la valle Cucculina (uvala Polje, Увала Поље). 
Le tre isole (a partire da est) sono:
- Isola di San Michele (Miholjska prevlaka)
- San Marco (Sveti Marko)
- Scoglio del Convento (Otok)

Nella mappa della scheda a fianco è segnato anche il promontorio da cui si dipartono a est (poluostrvo Sv. Spasa, in italiano San Salvatore).
Una lingua di terra semisommersa che parte dalla costa settentrionale di San Marco e si allunga verso nord-ovest è denominata secca Tognola (pličina Tunja) ed è segnalata da un faro.